# Shock (Rainbow MagicLand)
Shock ist eine Stahlachterbahn des Herstellers Maurer Rides vom Modell X-Car Launch Coaster im MagicLand (Valmontone, Latium, Italien), die am 24. Juni 2011 eröffnet wurde.
Die Wagen werden mittels Linearmotoren (LSM) innerhalb von 2,5 Sekunden auf 95 km/h beschleunigt. Nach dem Überfahren des Top-Hat folgt die Durchfahrt eines Non-inverting Loops, bei dem die Fahrgäste an höchster Stelle nicht auf dem Kopf, sondern gerade stehen. Das Element, welches erstmals bei Hollywood Rip, Ride, Rockit zu finden war, kann also nicht als Inversion gezählt werden. Es folgt eine bodennahe, übergeneigte Kurve mit anschließender Blockbremse. Im letzten Teil der Strecke durchfährt der Zug eine abfallende Helix mit sich anschließendem Korkenzieher, der direkt in die Schlussbremse übergeht.

## Wagen
Shock besitzt fünf einzelne Wagen mit Platz für jeweils sechs Personen (drei Reihen à zwei Personen).